# 生物統計学
生物統計学（せいぶつとうけいがく、英語：biostatistics）または生物測定学（せいぶつそくていがく、biometry）は、統計学の生物学に対する応用領域で、様々な生物学領域を含む。特に医学と農学への応用が重要である。医学では「生物統計学」、農学では「生物測定学」の名を用いることが多い。古くは"biometrics"の名が使われたが、現在バイオメトリクスという呼称は異なる分野を指す語となっている。しかしバイオメトリクスの基本的な理念や方法論（例えば指紋による個人識別）は古典的な生物統計学にルーツを求めることができる。また理論生物学とも密接な関係がある。

## 歴史
生物統計学的な研究は、現代の生物学および統計学の成立に重要な役割を果たした。
チャールズ・ダーウィンのいとこに当たるゴルトンや、その後継者の数学者カール・ピアソンらは、19世紀から20世紀にかけて進化を数量的に研究することを試み、その過程で統計学を進歩させた。20世紀初頭にメンデルの法則が再発見され、一見矛盾する進化と遺伝とをどう整合的に理解するかが、ピアソンら生物統計学者とベイトソンら遺伝学者との間で重大問題として議論された。その後1930年代までに統一的モデルが作られ、ネオダーウィニズムが成立した。これを主導したのも統計学的研究であり、これによって統計学が生物学における重要な方法論として確立した。R.A.フィッシャーは
生物学研究の過程で基本的な統計学的方法を確立し、シーウォル・ライトとJ・B・S・ホールデンも統計学的方法により集団遺伝学を確立した。統計学と進化生物学は一体のものとして発展したわけである。
またこれと並行して、ダーシー・トムソンの行った生物の形態の数学的研究（著書"On Growth and Form"にまとめられた）も、生物学の量的研究における先駆けとなった。